# Nick Schultz
Nicholas Schultz (født 13. september 1994 i Brisbane) er en professionel cykelrytter fra Australien, der er på kontrakt hos Israel-Premier Tech.
Fra 2017 til 2021 deltog han hvert år i Vuelta a España. Ved Tour de France 2022 var det første gang han deltog i det franske etapeløb.